# Timotej Oravec
Timotej Oravec (* 12. August 1991) ist ein ehemaliger slowakischer Grasskiläufer. Er startete von 2007 bis 2010 im Weltcup und wurde 2010 Juniorenweltmeister im Slalom.

## Karriere
Oravec fuhr seine ersten internationalen Rennen bei der Juniorenweltmeisterschaft in Welschnofen Anfang August 2007. Dabei kam er in allen Bewerben unter die Top-20, sein bestes Resultat war der zehnte Rang in der Super-Kombination. Am 11. August desselben Jahres bestritt er sein erstes Weltcuprennen, den Riesenslalom von Čenkovice, konnte sich dabei aber nicht für den zweiten Lauf qualifizieren. Am nächsten Tag belegte er im Slalom den 30. Rang und gewann damit seinen ersten Weltcuppunkt. Im September fuhr er in den Weltcuprennen von Forni di Sopra beide Male unter die besten 20, womit er in der Gesamtwertung der Saison 2007 punktegleich mit dem Italiener Nicolò Agostini den 56. Rang belegte. Bei der Weltmeisterschaft 2007 im tschechischen Olešnice v Orlických horách erreichte er zwar in allen Rennen das Ziel, belegte aber nur Plätze im Schlussfeld. Sein bestes Resultat war der 24. Platz im Slalom, unter 26 gewerteten Läufern.
In der Weltcupsaison 2008 erreichte Oravec zwei zehnte Plätze im Slalom von Čenkovice und im Riesenslalom von Dizin. Mit weiteren sechs Top-20-Ergebnissen belegte er im Gesamtweltcup den 15. Rang. Bei der Juniorenweltmeisterschaft 2008 kam er dreimal unter die besten zehn. Er wurde Siebenter im Slalom, jeweils Neunter im Riesenslalom und im Super-G sowie Elfter in der Super-Kombination. Ein Jahr später gewann er bei der Juniorenweltmeisterschaft 2009 in Horní Lhota u Ostravy die Bronzemedaille im Slalom. Jeweils Vierter wurde er im Riesenslalom und in der Super-Kombination, im Super-G belegte er Platz zwölf. Bei der Weltmeisterschaft 2009 in Rettenbach waren seine besten Resultate der zwölfte Platz im Slalom und der 13. Rang in der Super-Kombination. In der Weltcupsaison 2009 erreichte Oravec den neunten Platz in der Super-Kombination von Wilhelmsburg und drei zehnte Plätze in den Slaloms von Čenkovice und Maria Gugging sowie im Riesenslalom von Dizin, womit er den 18. Gesamtrang belegte.
Zu Beginn der Saison 2010 erzielte Oravec mit Platz sieben im Slalom von Čenkovice sein bestes Weltcupresultat. Einen Monat später gewann er bei der Juniorenweltmeisterschaft in Dizin die Goldmedaille im Slalom sowie jeweils Silber im Riesenslalom und im Super-G. Nur in der Super-Kombination fiel er aus. Insgesamt erzielte er in der Weltcupsaison 2010 fünf Top-10-Resultate und kam außerdem in neun FIS-Rennen unter die besten zehn. Damit erreichte er im Gesamtweltcup den zehnten Platz, der sein bestes Gesamtergebnis war. Nach 2010 nahm Oravec an keinen Wettkämpfen mehr teil.
Neben dem Grasskilauf nahm Oravec auch an Wettkämpfen im Alpinen Skisport teil. In FIS-Rennen fuhr er mehrmals unter die besten zehn und zweimal auf das Podest.

## Erfolge

### Weltmeisterschaften
- Olešnice v Orlických horách 2007: 24. Slalom, 42. Riesenslalom, 44. Super-Kombination, 55. Super-G
- Rettenbach 2009: 12. Slalom, 13. Super-Kombination, 16. Riesenslalom, 27. Super-G

### Juniorenweltmeisterschaften
- Welschnofen 2007: 10. Super-Kombination, 12. Slalom, 16. Riesenslalom, 19. Super-G
- Rieden 2008: 7. Slalom, 9. Riesenslalom, 9. Super-G, 11. Super-Kombination
- Horní Lhota u Ostravy 2009: 3. Slalom, 4. Riesenslalom, 4. Super-Kombination, 12. Super-G
- Dizin 2010: 1. Slalom, 2. Riesenslalom, 2. Super-G

### Weltcup
- Saison 2010: 10. Gesamtweltcup
- Elf Platzierungen unter den besten zehn